# アフターウォー

アフターウォー（After War: A.W.）は、アニメ作品群『ガンダムシリーズ』のうち、『機動新世紀ガンダムX』およびその外伝『機動新世紀ガンダムX〜UNDER THE MOONLIGHT〜』の劇中で使われる架空の紀年法。
地球の南米大陸に中枢を置いていた「地球統合連邦政府」（旧連邦）とスペースコロニー群「クラウド9」を本拠にする「宇宙革命軍」との間で行われた大戦争「第7次宇宙戦争」が終結した年を元年とする暦である。戦争前に100億人いた地球圏人口が戦時中のコロニー落とし等により1億人程度にまで激減し、統制すべき中央政府を欠く時代にあって半ば慣用的に使われ始めた紀年法と推測される。
『機動新世紀ガンダムX』はA.W.0015、『機動新世紀ガンダムX〜UNDER THE MOONLIGHT〜』はA.W.0024の世界を舞台とする。劇中ナレーションではA.W.0015を「戦後15年」と呼称している。

## アフターウォーの世界観
宇宙にスペースコロニーが建設され、宇宙移民が完遂された地球圏全域を旧連邦政府が統治下に置いていた時代、人類は地球側と宇宙側に分かれて幾度も宇宙戦争を繰り返していた。その中で、クラウド9で活発化した反連邦の独立運動を機に宇宙革命軍が創設され、旧連邦軍との全面衝突である「第7次宇宙戦争」が勃発した。両軍の戦闘は長期化し、8ヶ月の膠着状態が訪れた後に革命軍は地球への「コロニー落とし作戦」を準備して旧連邦軍に降伏を迫ったが、これに屈することなく旧連邦軍は、「コロニー迎撃作戦」を展開して徹底抗戦の構えを見せた。そんな旧連邦軍の反撃に焦った革命軍はコロニー落としを実施し、地球各地に多数のコロニーが超巨大質量弾として落着してしまうこととなった。この直後に、双方ともに多大な損害を出した旧連邦軍・革命軍は戦闘の継続が不可能となったことから、第7次宇宙戦争は明確に勝敗が付かないまま自然消滅的に終戦し、戦争による被害で100億を誇った地球圏の人口は1%未満にまで減少し、文明や技術も大きく後退してしまうほどの破滅的状況に陥った。そんな荒廃しきった戦後世界でA.W.が始まった。

### 宇宙
第7次宇宙戦争終結後、宇宙革命軍はコロニー落とし作戦により地球と旧連邦政府に壊滅的打撃を与えたものの、スペースノイドの居住地である多くのコロニーの喪失と、戦争による直接的消耗という甚大な被害を出したことにより、地球圏を統治することは叶わず、クラウド9を中心として国力の回復と革命軍の再編にあたりつつ、地球へスパイを派遣するなど、地球再侵攻を目的とする活動を10数年に渡り行ってきた
クラウド9
地球を挟んで月の反対側のラグランジュポイントに位置するスペースコロニーで、宇宙革命軍の根拠地でもある。
コロニーレーザー
スペースコロニー1基を改造した、革命軍の巨大レーザー砲。
第7番軍事コロニー
クラウド9の近隣に位置するコロニー。革命軍の第2次帰還部隊とガロード・ランを乗せて地球から打ち上げられた巡洋艦は、ここに入港した。
資源小惑星帯
かつてコロニー建設の資材が運ばれてきた小惑星宙域一帯。A.W.0015には、小惑星の1つが改修されて反宇宙革命軍組織の「サテリコン」の拠点となっていたが、革命軍の本格的な侵攻と荷粒子反応弾攻撃によって、組織もろとも壊滅した。
第1107ロッジベイ
宇宙空間での事故などに備えて用意されている無人の避難施設である「レスキュー・ステーション」の1つ。簡単な修理や位置確認といった作業が可能な設備を有している。壊滅するサテリコンの拠点から脱出したパーラ・シスとガロードは、辿り着いたこの施設に一時滞在した後、「ダリア作戦」の阻止とティファ・アディールの救出に向かった。
月面基地
第7次宇宙戦争期に旧連邦軍が月面に建設した最重要施設。「サテライトシステム」の認証及び登録した機体の位置確認・追尾システム、マイクロウェーブ送信施設とそれを囲む多数の太陽光電池パネル、そしてD.O.M.E.で構成されており、自動迎撃システムとして多数のマイクロウェーブGビットが配備されている。また、施設周辺には、これまで当施設を占拠しようとして撃退された者たちが運用していたと思しき兵器の残骸が散乱している。
マイクロウェーブ送信施設
サテライトキャノン搭載機にエネルギーを供給する設備。サテライトシステム登録機からの要請を受けると、ガイドレーザーを送信して登録機の現在位置を特定し、その座標へ向けて多数の太陽光電池パネルが生成した電力をマイクロウェーブに変換し、中央の大型アンテナで照射する。遮蔽物さえなえければ、地球上にもマイクロウェーブを送信できる。第7次宇宙戦争終結後には、D.O.M.E.による占拠状態となったが、A.W.0015に新連邦軍と革命軍による第8次宇宙戦争が勃発すると、ガンダムアシュタロン・ハーミットクラブの「サテライトランチャー」運用の目的も兼ねて新連邦軍に一時制圧された。
D.O.M.E.
月面基地に存在する半球状の広大な空間で、正式名称「Depths Of Mind Elevating」。その略称は「ドーム」と読むと同時に、マイクロウェーブ送信施設を含む月面基地全体そのものに対してもこの名称で呼ぶこともある。一見何も存在せず、幾何学模様が壁面にモールドされた空間だが、「ファーストニュータイプ」と呼ばれた人物が旧連邦によって遺伝子レベルまで身体を分解されて保管されている。しかし、その精神と超常能力は今も健在であり、月面基地全体と一体化したことからサテライトシステムとマイクロウェーブGビットを管制下に置き、D.O.M.E.に入場した人物とで交信したり、フラッシュシステムによってビットMSを動かすことも可能である。
第7次宇宙戦争期、旧連邦によってニュータイプ能力の軍事利用を独占し、スペースノイドの自己中心的な思想の広がりを防ぐ目的で月面基地と共に建造され、ニュータイプ能力の兵器転用の研究が進められた。それと同時に、月面基地の存在意義を察してそれを欲した宇宙革命軍が幾度となく制圧しようと侵攻したが、いずれも自動迎撃システムに阻まれて失敗していた。
そして第7次宇宙戦争が終結すると、月面基地共々壊滅を免れたことから未だに稼働しており、連邦政府の非道の証明となることからその存在は極秘とされ、さらに、ファーストニュータイプの意思により、現代においても侵入者は撃退され、施設全体は完全に無人となった。
やがて第8次宇宙戦争が勃発すると、入場してきた新連邦と革命軍の指導者らや、フリーデンのクルー一同に接触、ニュータイプの真実について語り始めた。その後、フロスト兄弟とガロードの最後の激突にて発生した凄まじい衝撃波に巻き込まれて月面基地全体諸共も全壊した。

### 地球
第7次宇宙戦争での旧連邦軍と宇宙革命軍による戦闘及びコロニー落としによって地球は、旧連邦政府の瓦解と無数の人命が失われたことに加え、コロニーの直撃を受けて壊滅した各地域にはクレーターが形成され、粉塵が巻き上がって太陽光を遮り、異常気象まで発生するほど自然環境が大きく疲弊し、更に流行した疫病の犠牲者も次々に出るなど、文字通り壊滅状態となった。
そんな絶望的状況で、大規模シェルターへの避難で戦災を免れた万単位の生存者たちは、自力でコロニーが落着した地域外を中心に復興作業を開始。各地に遺棄された兵器の残骸などを取り扱う廃品回収業者である「バルチャー」の誕生・活動や、A.W.0005に劣悪環境が沈静化したことも手伝って、人々は復興地域を拡大。いずれも小規模ではあるが、沿岸帯を主に「戦後独立国家」や自治都市が造られ、地域間の経済交流も活発化した。その一方で、内陸部は市街地や村落が構えられた無法地帯と化すなど、復興の度合いは地域によって異なった。
しかし、人々による復興は難なく進んだ訳ではなく、旧連邦が統治力を失って地球圏が無政府状態に陥ったことから、戦時中に遺棄された兵器で武装して略奪行為を働く悪質なMS乗りやバルチャーといった強盗群が復興地域を襲撃する事例が頻発し、これに対処するべく各地域では軍隊だけでなく自警団も編成し、良心的なバルチャーが傭兵業まで請け負うようになったほか、戦後独立国家同士での軋轢も少なからず発生するなど、さまざまな復興の妨げが問題となった。
そしてA.W.0015、地球の総人口が9800万人にまで回復し、大国と呼べる国家は存在せずとも、戦後独立国家と自治都市が点在するほど各地域は復興を遂げたが、悪質なMS乗りやバルチャーらの脅威は未だに収まっていなかった。そのような混乱が続く中、水面下ではフィクス・ブラッドマンをはじめとする旧連邦政府関係者らが「政府再建委員会」を設立し、新連邦政府樹立と地球圏再統一に乗り出し始めていた。

#### アジア
戦後には順調に復興し、有力な南アジア3国などの戦後独立国家が林立した。新連邦軍の侵攻にも南アジア3国が強く抵抗したが、最終的には陥落・降伏に追い込まれた。
クルスク
第7次宇宙戦争以前から「クルスク市」と呼ばれる地域。ブラッドマンの指示を受けた新連邦軍は、フリーデンが所有していたガンダム・タイプMS各機をここへ輸送しようとしたが、カリス・ノーティラス率いる北米反新連邦組織に阻止され、ガンダム各機も奪還されてしまった。
第11飛行基地
南アジア3国の近傍に位置する新連邦軍の空爆基地。
第8宇宙基地
アジア方面に位置する宇宙港基地。
ニュータイプ研究所
中央アジアの岩山のジオフロントに建設されたニュータイプの発見と研究を行う特殊機関。
南アジア3国
南アジアの小国群の一つ。
エスタルド人民共和国
ガスタール民主共和国
ノーザンベル連合王国

#### ヨーロッパ
コロニー落としの被害を受けたが、この地域の名称不明の都市に政府再建委員会の中心拠点を構えて復興し、新連邦政府樹立宣言が行われた。

#### アフリカ
旧連邦時代は戦力上の要衝とみなされていなかったが、戦後は急速に復興した。しかし、政府再建委員会の地球統一作戦の際に、最初の攻撃目標とされて制圧された。

#### 北アメリカ
コロニー落としによる被害が最も甚大だったことから、A.W.の時点において有力な戦後独立国家は少ない。それでも、北米反新連邦組織が新連邦軍の進撃を阻むほどの抗戦を展開した。
アルタネイディヴ社ラボ
軍需コングロマリットである「アルタネイディヴ社」の本社屋。
旧連邦の工場跡
セントランジェの郊外にある廃墟。ティファに導かれたガロードは、ここでガンダムXと出会った。
穀倉地帯
稲穂畑が広がる長閑な農業地域で、ウィッツ・スーの生まれ故郷の農村も存在している。収穫期になると、悪質なバルチャーなどの盗賊が穀物の略奪を働くことからドートレス・タンクを運用する守備隊が構えられている。
フォートセバーン市での一件後に休暇をとったウィッツは、ここの実家に里帰りし、父と末弟の墓参りや、母との口論、母の再婚相手であるバーテンとの会話を経た後、村の収穫物を狙うジェノス一味を撃退して、稼いでいた大量の金塊を実家に置き去った。
サン・アンジェロ市
北米西岸の自治都市。高層ビル群や煌びやかな娯楽施設が立ち並び、バルチャーが主催するバザーも定期的に催されるなど、A.W.の地球における都市の中でも特に繁栄している様子が描写された。
失態の連続で自暴自棄になったガロードは、フリーデン離脱後にこの都市に来訪し、バザーに参加すると、ガンダムXを最低落札価格1億で競売にかけるという行為に出た。その翌日にはフロスト兄弟もこの都市に来訪し、ガロードと接触して彼にガンダムXへの搭乗を焚きつけた。
サン・アンジェロホテル
サン・アンジェロ市内に構えられた大型ホテル。バザーを開催するバルチャーに向けた施設であるらしく、宿泊部屋も品の良さが見て取れる内装となっている。バザー終了後、ガロードはここに宿泊し、落札代金を踏み倒してガンダムXを入手しようと目論むエニル・エルの訪問を受けた。
サンルーカス海岸
北米の西端に位置する海岸。「竜頭岬」と呼ばれる岩が特徴的な目印となっており、その沖合の濃い魚影を求めてイルカの群れが集まると知られているが、これを狙ってオルクのドーザ・バロイの一味がイルカ漁を繰り返していた。
フォートセバーン市での一件後、フリーデンクルーはティファの予知夢を手掛かりにここに到着すると、息抜きでバカンスに興じ、ティファがドーザの一味に追われたことから、付近の海域がフリーデンとドーザの一味の戦地となった。また、その対決を制した日の夜、ガロードはここで、遥か遠方の海域（ゾンダーエプタ）に照射されたサテライトシステムによる月からのガイドレーザーを目撃した。
スペースコロニー残骸峡谷
コロニー落としで落着したコロニー本体の残骸が峡谷のように横たわっている地域。ここで、ウィッツとザコット・ダットネル率いる「炎の時計部隊」による金塊争奪戦が繰り広げられた。
セントランジェ
北米内陸部の砂漠地帯に位置する小規模な街。第7次宇宙戦争後、原型を保った状態の宇宙戦艦の残骸が直立する形で突き立った地点に建設されたが、この街も悪質なMS乗りなどの盗賊が横行しているため、銃火器などの携行兵装のみを装備する自警団が対応に追われる事態となっていた。
フリーデンに加わる以前のガロードは、この街でジャンク屋稼業によって生計を立てており、ここがオリジナルのジェニスを乗機とするクロッカに襲撃されると、歯が立たなかった自警団に代わり、荒業を用いてクロッカを降伏させる活躍を披露した。その後ガロードは、新たに出会ったティファやジャミル・ニートたちフリーデンのクルーのニュータイプ保護の旅に成り行きから同行することになると、この街を一度離れた。
第8次宇宙戦争終結後には、フリーデンが解散したことからガロードは、ティファを連れてこの街に帰郷して新生活を始めており、戦争で消息不明となったフロスト兄弟の姿も確認されている。
第8動力施設跡地
北米に位置する旧連邦の動力供給施設。
ニューオリンズ基地
北米大陸南部に位置する、旧連邦軍の宇宙艦船建造基地を利用した北米反新連邦組織の拠点。
フォートセバーン市
北米大陸北部の寒冷地帯に位置する、戦後独立国家に分類された地方自治都市。
メルグラスト
北米大陸西海岸の町。ここに辿り着いたフリーデンは、ドートレスを売り渡した後、太平洋へ出発した。

#### 南アメリカ
A.W.以前には、旧連邦政府の本拠が置かれていたことから集中的にコロニー落としを受けてしまい壊滅。戦後の復興が最も遅れていると言われている。

#### オセアニア
戦後に有力な資源地帯として残存し、新連邦軍の攻略目標にされた様子だった。

#### 太平洋
セインズアイランド
太平洋上の大小6つの島で構成される海上商業都市。第7次宇宙戦争による戦災を免れた海岸沿いに立ち並ぶエネルギープラントや、「セインズアイランド札」という特有の紙幣の流通、訪問者の入島の際に入国管理局の職員に行われる入念な検査と手続きなどによって、シーバルチャーやオルクに支配されず、サン・アンジェロ市以上の都市規模を誇る交易拠点として大いに独自の繁栄を遂げた。
エニルはフォートセバーン市での一件後にMS乗りを一時休業すると、生まれ故郷であるこの都市に帰郷。ここで彼女は入国管理局次長マイルズ・グッドマンとの交際や、トニヤ・マームとの出会い、フリーデンとの再対決を経てMS乗りを再開するとこの都市を後にした。
しかし、新連邦政府樹立とともに各地への勢力拡大を開始した新連邦軍の侵攻を受けて陥落。マイルズをはじめとする行政府の高官たちは新連邦軍によって処刑されてしまった。
ゾンダーエプタ
旧連邦軍が建造した人工島。ガンダムダブルエックスはここで開発されていた。
ローレライの海
女の幽霊の歌声が聞こえると多くの船乗りの間で噂される海域。歌声で船乗りを惑わせたといわれるローレライの伝説にちなんでこの名で呼ばれており、オルクすらも近づかないように畏怖されているらしい。歌声の実態は、第7次宇宙戦争の末期に沈んだ「Lシステム」に取り込まれていたルチル・リリアントの思念によるものであり、同海域には「GXビット」も沈んでいた。
ここでオルバ・フロストと組んだマーカス・ガイの一味によるGXビット及びLシステムのサルベージ、そしてティファに意識を宿したルチルの指示でやってきたフリーデンとマーカス一味の水中戦が繰り広げられた。

## アフターウォー年表
| A.W.          | 出来事 |
| ------------- | --- |
| 001年         | 第7次宇宙戦争勃発。 地球連邦軍がLシステム及びフラッシュシステムの研究の結果、フラッシュシステム対応型ニュータイプ専用MS「ガンダム」シリーズを実戦投入。 宇宙革命軍の地球連邦軍本拠地攻撃作戦（ライラック作戦）が失敗。 8ヶ月の膠着状態の後、宇宙革命軍はコロニー落とし作戦を強行。宇宙革命軍、地球連邦軍共に事実上、壊滅。コロニーの残骸が地球上に降り注いだ。 第7次宇宙戦争終結。 |
| 005年         | コロニー落としによって訪れた「核の冬」が終わる。 |
| 015年 4月上旬 | バルチャーのジャミル・ニート率いるフリーデンが、アルタネイティヴ社からニュータイプの少女ティファ・アディールを誘拐。 |
| 015年 4月12日 | 少年ガロード・ランとティファ・アディールがガンダムXを発見。 |
| 015年 5月以降 | フリーデンがフォートセバーン市に侵入。宇宙革命軍の未完成MAパトゥーリアが再起動し、フォートセバーン市が大被害を被る。 ガロード・ランがガンダムDXを奪取。この時の戦闘により、人工島ゾンダー・エプタが消滅。 新連邦樹立宣言。 宇宙革命軍がティファ・アディールを誘拐。 宇宙革命軍が反革命軍組織サテリコンの隕石基地を破壊。 宇宙革命軍がコロニーレーザーを完成させ地球侵攻作戦（ダリア作戦）を発動させるもガンダムDXとGファルコンによって阻止。コロニーレーザーは破壊される。 新連邦軍と宇宙革命軍が、ラグランジュポイント1付近で戦闘。 第8次宇宙戦争勃発。 ファーストニュータイプを格納した月面基地（D.O.M.E）がフリーデン・新連邦軍・宇宙革命軍の戦闘に巻き込まれ、機能停止。 第8次宇宙戦争停戦。 |
| 016年         | 第8次宇宙戦争の第3回調停会議開催。事実上、第8次宇宙戦争は終結。 |
| 022年         | 第7次宇宙戦争で中破したマイクロウェーブ中継衛星をサルベージし、発電衛星「BATEN」として改修を施し、慢性的なエネルギー不足解消のため管理・運用開始。 |
| 024年         | スペースコロニー・クラウド9から地球に降りた少年リック・アレルと、バルチャー「ローザ・ローザ」を率いる少女ローザII世が、海底に沈んでいた輸送艦と漆黒のガンダムXを発見。 |

## 他の紀年法との関係
便宜的に第七次宇宙戦争以前はビフォーウォー（B.W.）と呼ばれているが、戦前にどのような紀年法を用いていたかは不明である。
また、ゲーム作品『ガンダム・ザ・バトルマスター2』のオープニングにて、「A.W.376、燃え盛る隕石群が人類の文明を混沌の荒野に変える。人はこれを焔の審判と呼んだ」というナレーションが流れているが、A.W.が何の略称かは明示されていない。